# ليملو (ورغاهان)
ليملو (بالفارسية: لیملو) هي قرية تقع في إيران في قسم ورغاهان الریفي. يقدر عدد سكانها بـ 153 نسمة .